# Грегорі (Оклахома)
Грегорі (англ. Gregory) — переписна місцевість (CDP) в США, в окрузі Роджерс штату Оклахома. Населення — 377 осіб (2020).

## Географія
Грегорі розташоване за координатами 36°10′11″ пн. ш. 95°34′27″ зх. д. / 36.16972° пн. ш. 95.57417° зх. д. (36.169725, -95.574088).  За даними Бюро перепису населення США в 2010 році переписна місцевість мала площу 7,79 км², уся площа — суходіл.

## Демографія
Згідно з переписом 2010 року, у переписній місцевості мешкала 171 особа в 58 домогосподарствах у складі 46 родин. Густота населення становила 22 особи/км².  Було 60 помешкань (8/км²).
Расовий склад населення:
| - 66,7 % — білих - 14,6 % — азіатів - 5,8 % — корінних американців - 5,8 % — осіб інших рас |

До двох чи більше рас належало 7,0 %. Частка іспаномовних становила 7,0 % від усіх жителів.
За віковим діапазоном населення розподілялося таким чином: 24,6 % — особи молодші 18 років, 64,3 % — особи у віці 18—64 років, 11,1 % — особи у віці 65 років та старші. Медіана віку мешканця становила 36,8 року. На 100 осіб жіночої статі у переписній місцевості припадало 103,6 чоловіків;  на 100 жінок у віці від 18 років та старших — 92,5 чоловіків також старших 18 років.
Цивільне працевлаштоване населення становило 96 осіб. Основні галузі зайнятості: виробництво — 32,3 %, освіта, охорона здоров'я та соціальна допомога — 16,7 %, сільське господарство, лісництво, риболовля — 11,5 %, роздрібна торгівля — 10,4 %.